# Järvere
Järvere – wieś w Estonii, w prowincji Võru, w gminie Sõmerpalu. Wieś jest położona nad brzegiem jeziora Vagula.